# Аванская династия
Аванская династия — царский род Элама, правивший в XXVI до н. э. — около 2190 до н. э. Центр — город Аван (предгорья Аншана в южном Иране).
- Месалим XXVI до н. э.
- ...Лу[англ.]
- Кур-Ишшак[англ.] 36 лет ок. 2550 до н. э.
- Пели[англ.] ок. 2500 до н. э.
- Тата[англ.]
- Уккутахиш[англ.]
- Хишур
- Шушунтарана[англ.]
- Напилхуш[англ.]
- Ауталуммаш[англ.]
- Киккусиветемпти
- Лухишшан ок.2300 до н. э.
- Хишепратен
- Хелу ок. 2250 до н. э.
- Хита ок. 2220 до н. э.
- Кутик-Иншушинак ок. 2190 до н. э.